# NGC 261
NGC 261 je emisijska maglica u zviježđu Tukanu.

## Vanjske poveznice
- SEDS: NGC 0261